# Trump International Hotel Las Vegas
 O Trump International Hotel Las Vegas é um hotel de luxo, condomínio e timeshare de 64 andares localizado no Fashion Show Drive, próximo à Las Vegas Strip em Paradise, Nevada, Estados Unidos, nomeado pelo atual presidente dos Estados Unidos, Donald Trump. Está localizado na rua do Wynn Las Vegas e conta com condomínios não residenciais de hotéis e condomínios residenciais. O vidro exterior é infundido com ouro. 
A torre 1 foi inaugurada em 31 de março de 2008, com 1.282 quartos.  Tem dois restaurantes: DJT e um restaurante à beira da piscina, H2 (eau).  Trump anunciou que uma segunda torre idêntica seria construída ao lado da primeira torre, mas o plano foi suspenso depois da recessão de meados dos anos 2000. É o edifício residencial mais alto de Las Vegas, com 190 metros de altura.  Em setembro de 2012, a Trump Organization anunciou que vendeu cerca de 300 unidades de condomínio no Trump International Hotel Las Vegas para a divisão de timeshare da Hilton Worldwide, a Hilton Grand Vacations. 

## História
Em abril de 2002, Phil Ruffin anunciou que havia se associado a Donald Trump para construir a Trump Tower Las Vegas, uma torre de condomínios de 60 andares, com um custo de 300 milhões de dólares, 300 unidades e a possibilidade de um cassino. Em agosto de 2003, Ruffin afirmou que a torre havia sido reduzida para 43 andares e que o custo esperado era de 272 milhões de dólares.
Em novembro de 2003, Trump negou que o projeto tivesse sido atrasado ou que estivesse sofrendo com falta de financiamento. Em julho de 2004, Ruffin afirmou que o projeto tinha sido adiado até aquele ponto devido a outros empreendimentos comerciais, incluindo o programa de televisão de realidade de Trump, The Apprentice. Naquele mês, Trump e Ruffin anunciaram planos revisados para o Trump International Hotel and Tower, um condomínio-hotel de 300 milhões de dólares com mais de 1.000 unidades. Embora Trump possuísse uma licença de jogos de azar em Nevada, ele optou por não incluir um cassino na propriedade.
Ruffin apareceu em um episódio de outubro de 2004 de The Apprentice para assinar um contrato de 300 milhões de dólares com Trump referente ao projeto. O projeto foi mencionado novamente no episódio final da segunda temporada do programa, quando o vencedor Kelly Perdew foi oferecido um emprego na propriedade. Jack Wishna, que apresentou Trump a Ruffin, era um parceiro minoritário no projeto. Em janeiro de 2005, o projeto foi avaliado em 1 bilhão de dólares. A cerimônia de inauguração estava inicialmente agendada para maio de 2005, com conclusão esperada até o final de 2006. Até maio de 2005, todas as 1.282 unidades de condomínio da torre haviam sido reservadas por compradores em potencial.
Trump e Ruffin realizaram uma cerimônia de inauguração para o projeto em 12 de julho de 2005. O Las Vegas Review-Journal escreveu que o evento era "realmente uma cerimônia de corte de fita e oportunidade para fotos". Programas de notícias como Access Hollywood e Extra cobriram o evento, que contou com a presença de aproximadamente 300 representantes do governo estadual e local, bem como Carolyn Goodman, showgirls, Steve Wynn e sua esposa Elaine Wynn, e a vencedora do Miss USA 2005, Chelsea Cooley.
As unidades de condomínio foram colocadas à venda no mesmo dia da abertura de um centro de vendas temporário de US$ 3 milhões no cruzamento da South Las Vegas Boulevard e Fashion Show Drive, em frente ao New Frontier. O edifício tinha uma área de 8 100 sq ft (750 m2), e apresentava uma réplica de 10 pés da torre. Naquele mês, uma equipe da NBA estava em negociações para comprar um andar inteiro da torre, enquanto Trump considerava uma versão alternativa de The Apprentice que envolveria a torre. A construção deveria começar até o final do verão daquele ano e estava prevista para durar de 24 a 30 meses.
A construção começou em novembro de 2005, quando a fundação do edifício foi concretada. Após a conclusão de um deque recreativo de 36.000 pés quadrados em março de 2006, uma média de 800 trabalhadores construiu um novo andar para a torre aproximadamente a cada seis dias. A torre foi concluída em 25 de maio de 2007. O projeto foi projetado por Bergman, Walls & Associates e construído pela Perini Building Company.
O Trump Hotel Las Vegas abriu em 31 de março de 2008. Uma cerimônia de abertura foi realizada por Trump e Ruffin em 11 de abril de 2008. Em outubro de 2008, apenas 21 por cento das vendas de unidades de condomínio haviam sido concluídas, pois os compradores em potencial enfrentavam dificuldades para obter hipotecas.
Em 4 e 5 de dezembro de 2015, os funcionários votaram a favor da sindicalização da propriedade do hotel. A organização foi conduzida pelo Sindicato de Bartenders e pelo Culinary Workers Union e supervisionada pelo National Labor Relations Board (NLRB) durante a administração Obama. Donald Trump é proprietário de um apartamento no 61º andar.

## Galeria

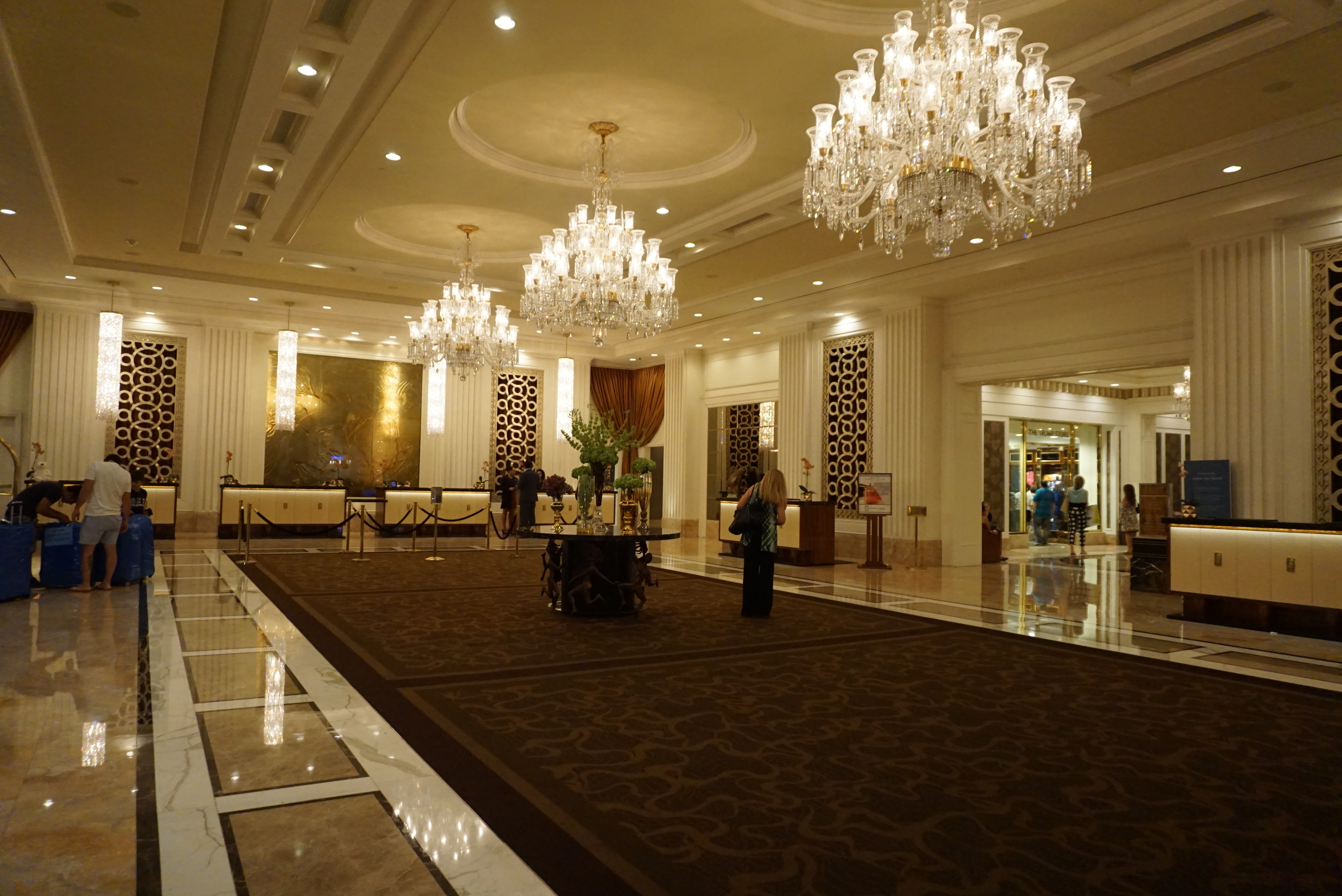
Lobby
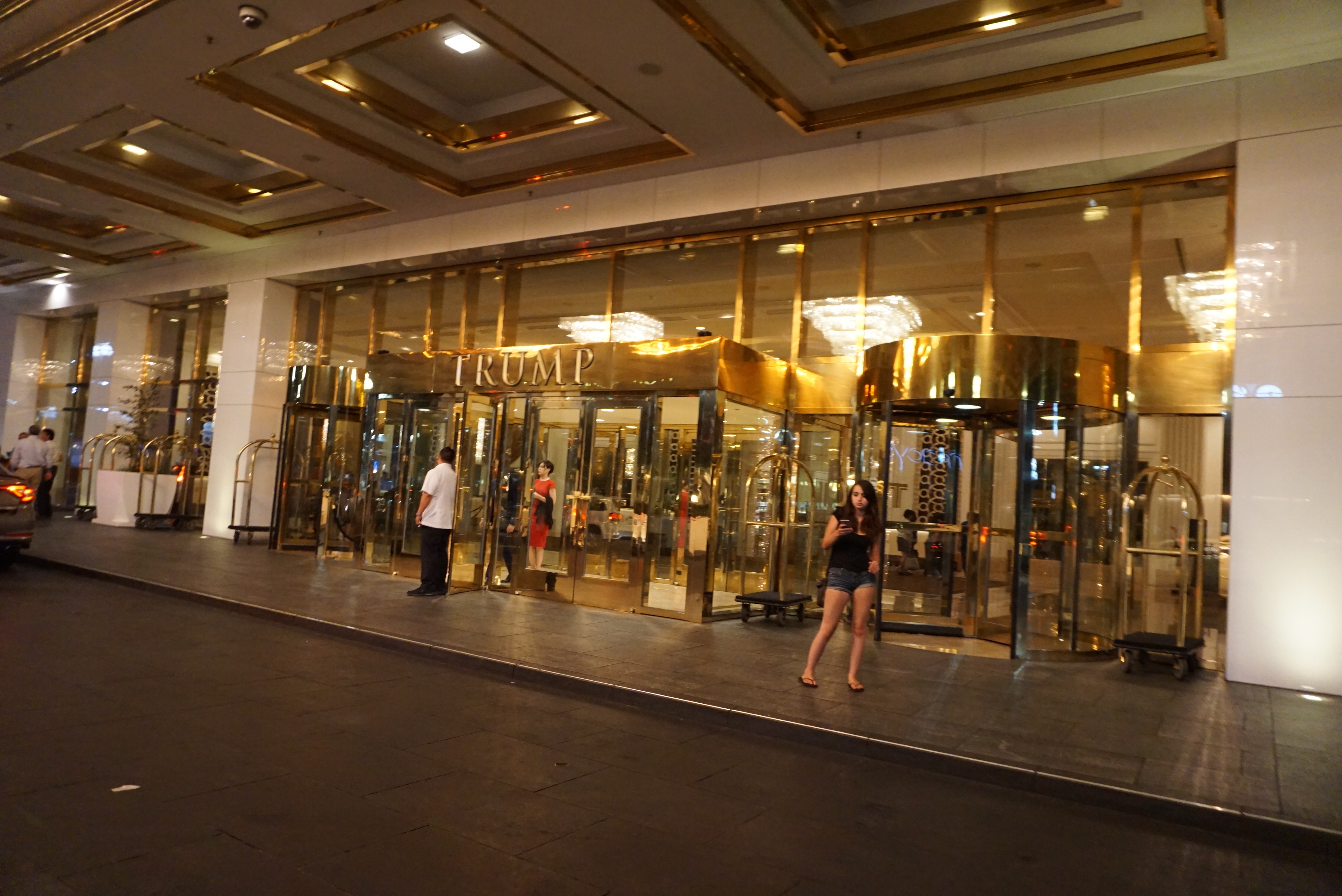
Entrada
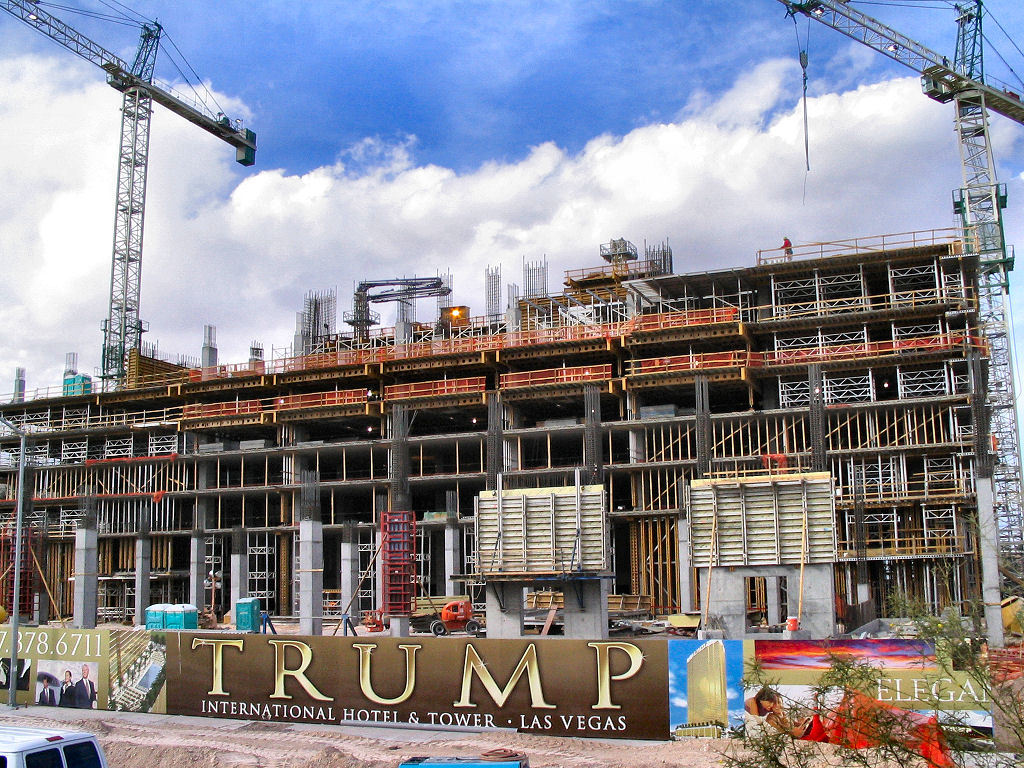
Construção em março de 2006
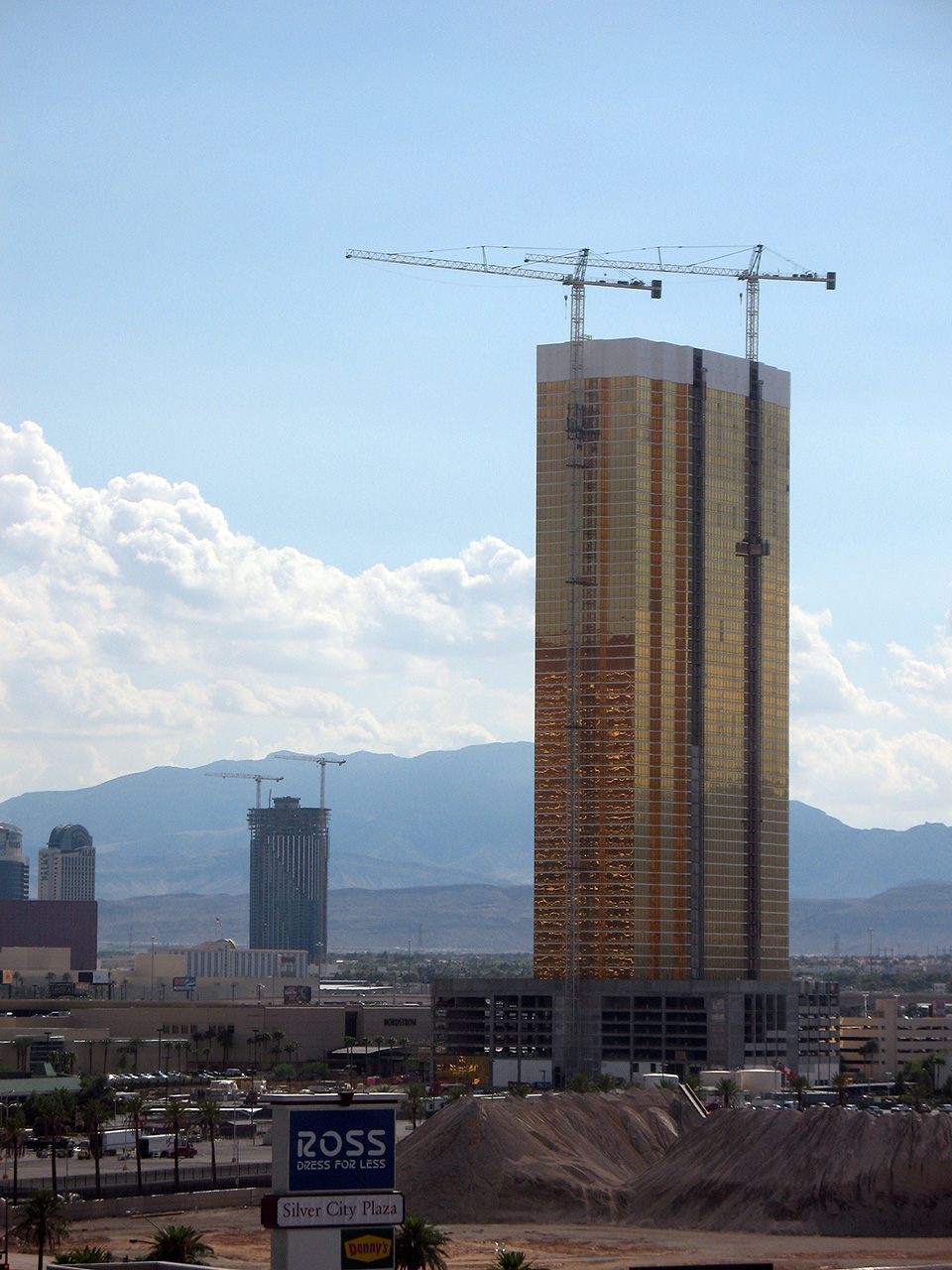
Foto da construção tirada em agosto de 2007 do hotel, e ao fundo a construção do casino Riviera.
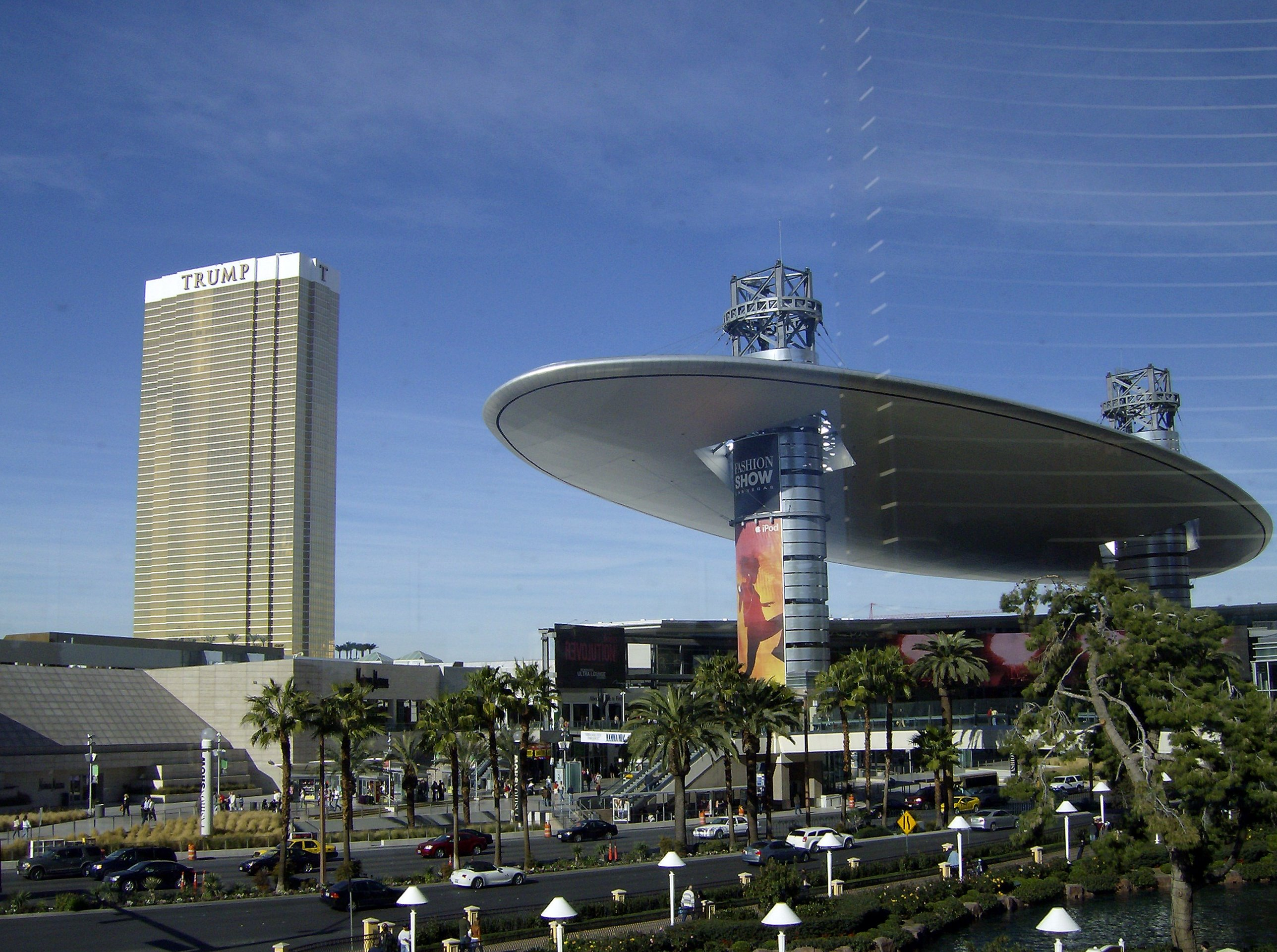
Concluída a primeira torre vista ao sul de Wynn Las Vegas
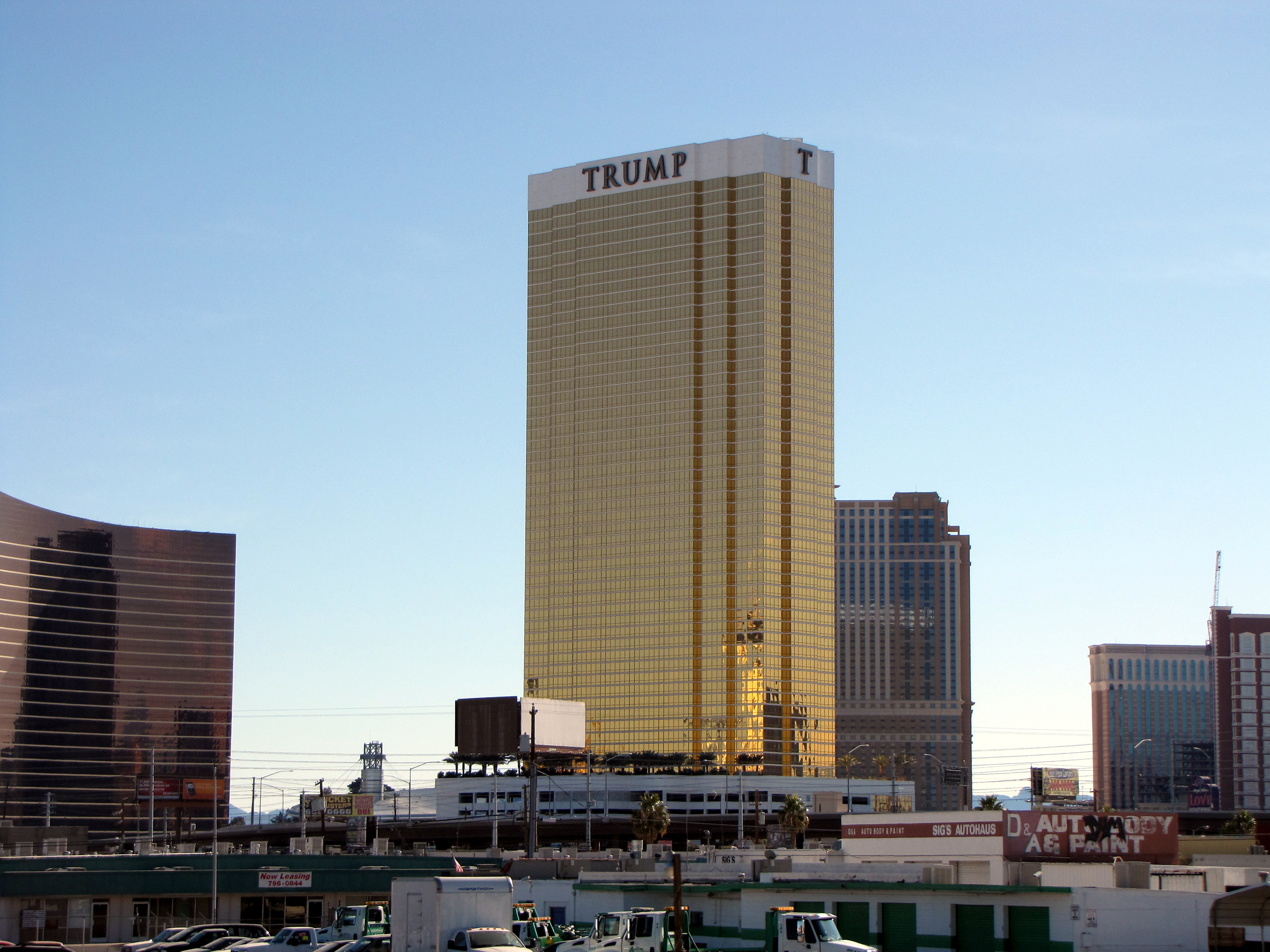
Trump Hotel em 2009
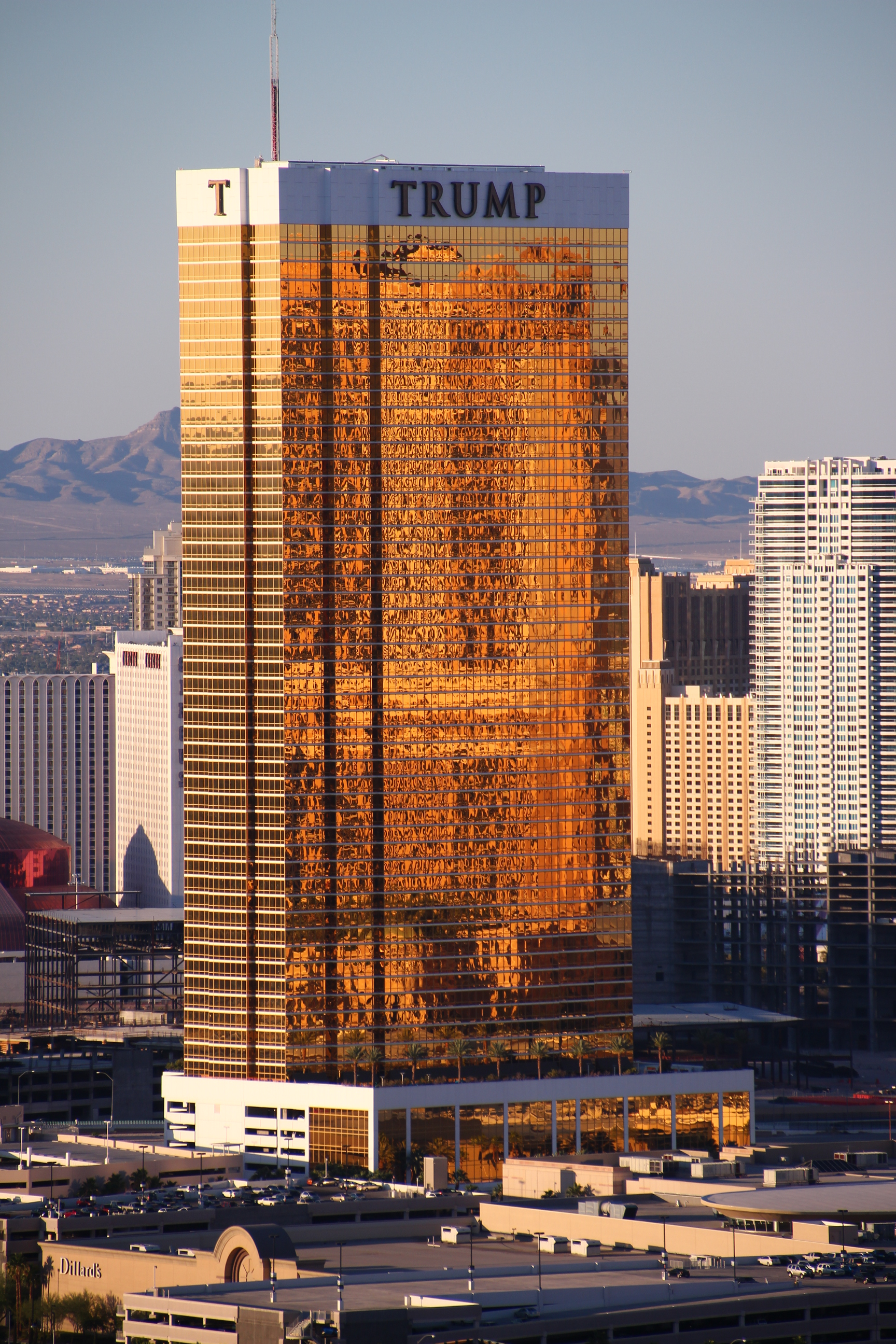
Trump Hotel em 2013
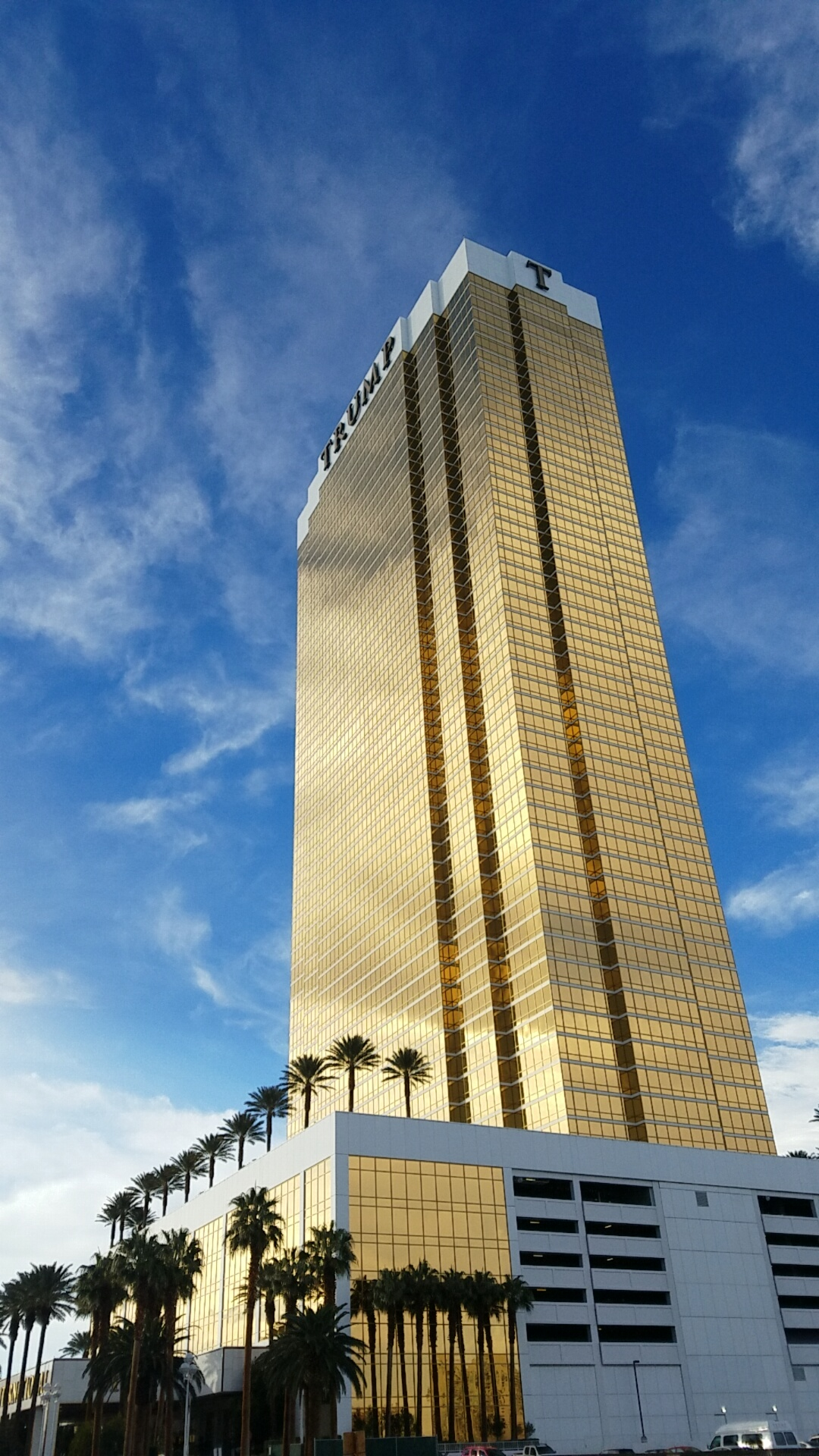
Trump Hotel em 2017
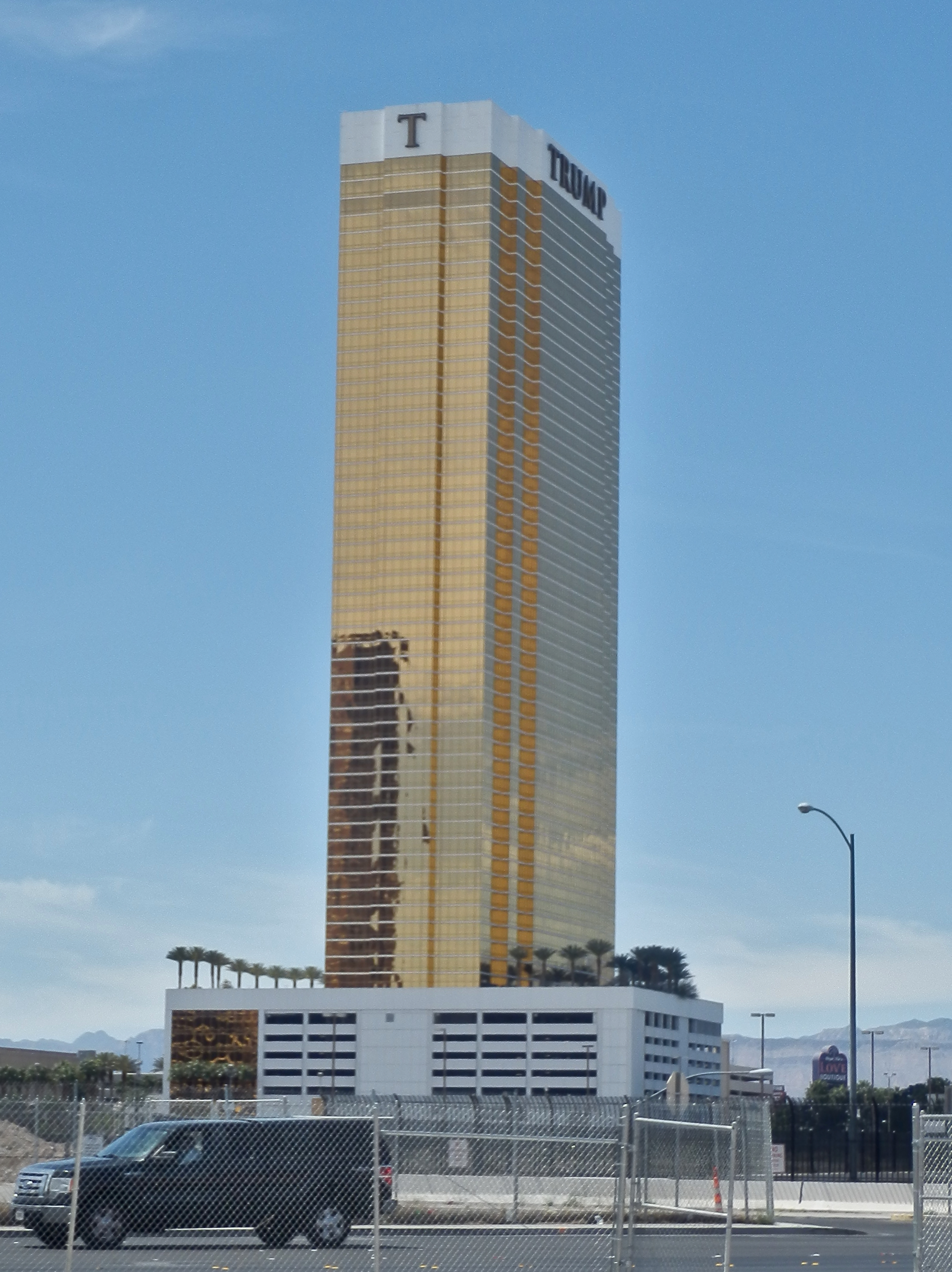
Hotel Trump em 2018